# Träpatron

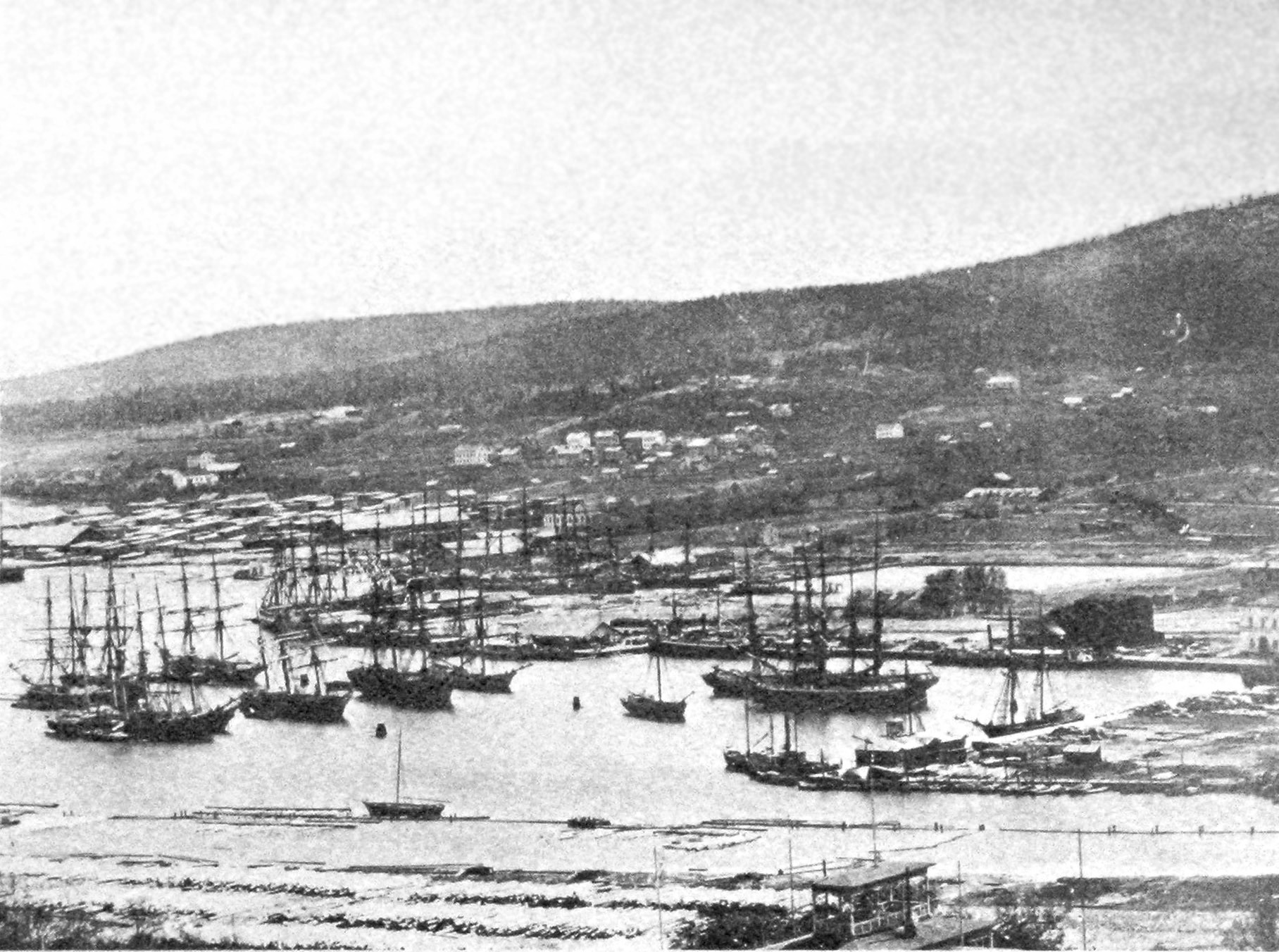
Sundsvalls hamn under 1870-talet, på träpatronernas tid.

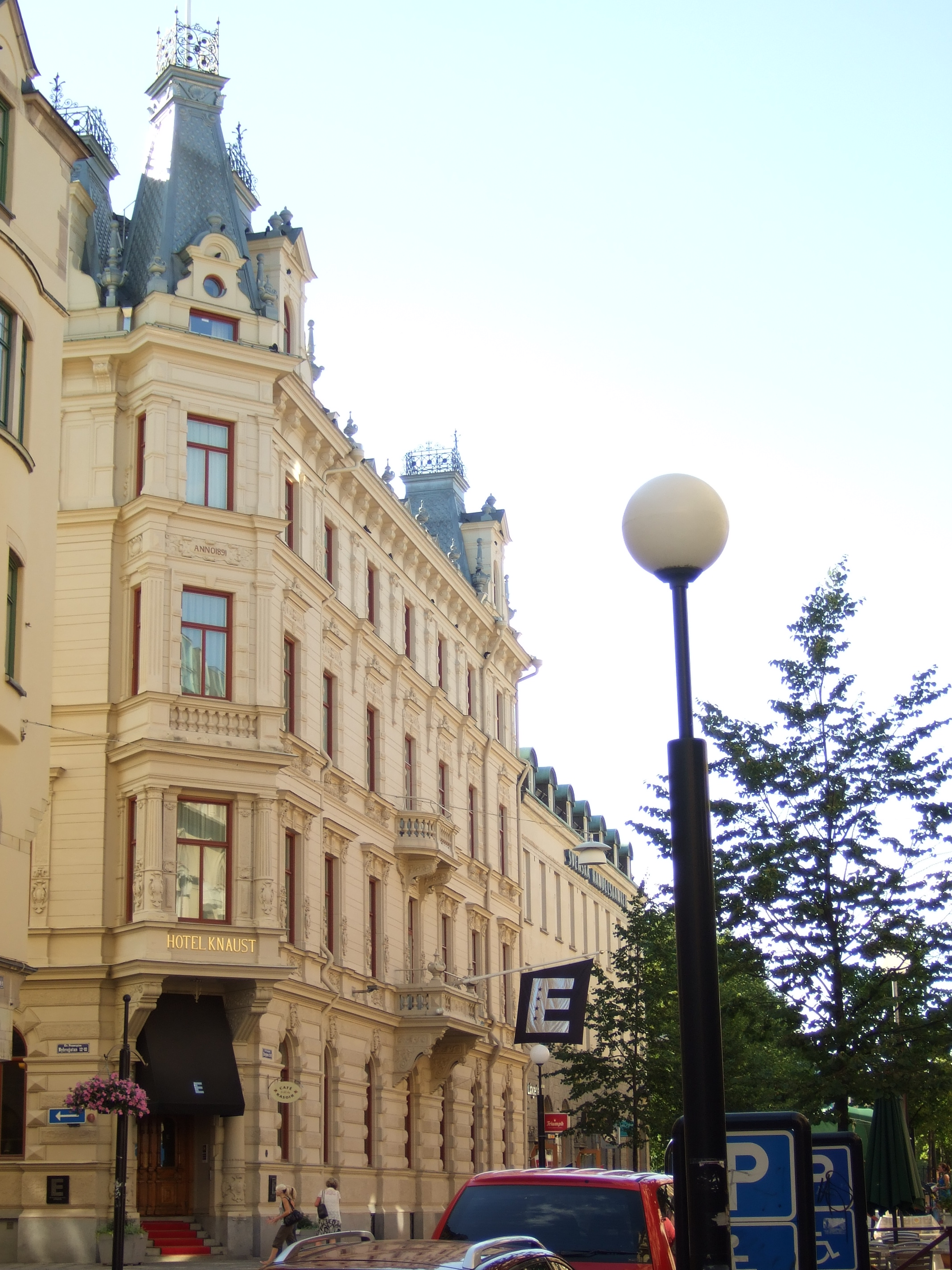
Hotel Knaust i Sundsvall, 2007.

Träpatron (även sågverkspatron) är en benämning på en ägare till de större sågverk och träindustrier som växte upp längs Norrlandskusten under 1800-talets senare hälft. Träpatronerna gjorde stora förmögenheter i samband med industrialiseringen av skogsbruket i Sverige, och bland dem fanns flera av Sveriges då mest förmögna män.
Benämningen träpatron har ofta haft en nedsättande innebörd, och är även nära förknippat med de illegala affärsmetoder från den tiden som kom att kallas baggböleri, och även med den stora Sundsvallsstrejken vid stadens sågverksdistrikt 1879. Hotel Knaust i Sundsvall är känt som träpatronernas festlokal under åren kring sekelskiftet 1900.

## Kända träpatroner
- Johan Carl Kempe (1799–1872)
- Wilhelm Kempe (1807–1883)
- James R:son Dickson (1810–1873)
- Oscar Dickson (1823–1897)
- Fredrik Bünsow (1824–1897)
- Johan August Enhörning (1824–1885)
- Per Fredrik Heffner (1788–1873)

## Galleri

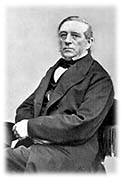
JC Kempe
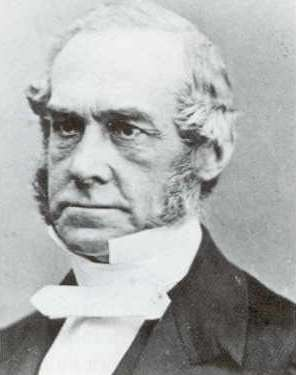
James R:son Dickson
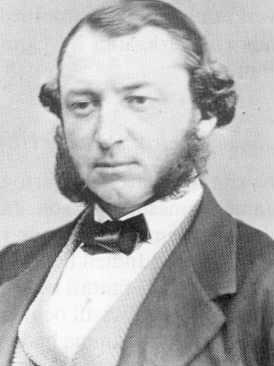
Oskar Dickson
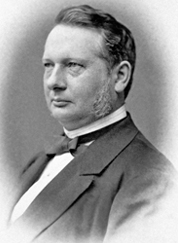
Fredrik Bünsow
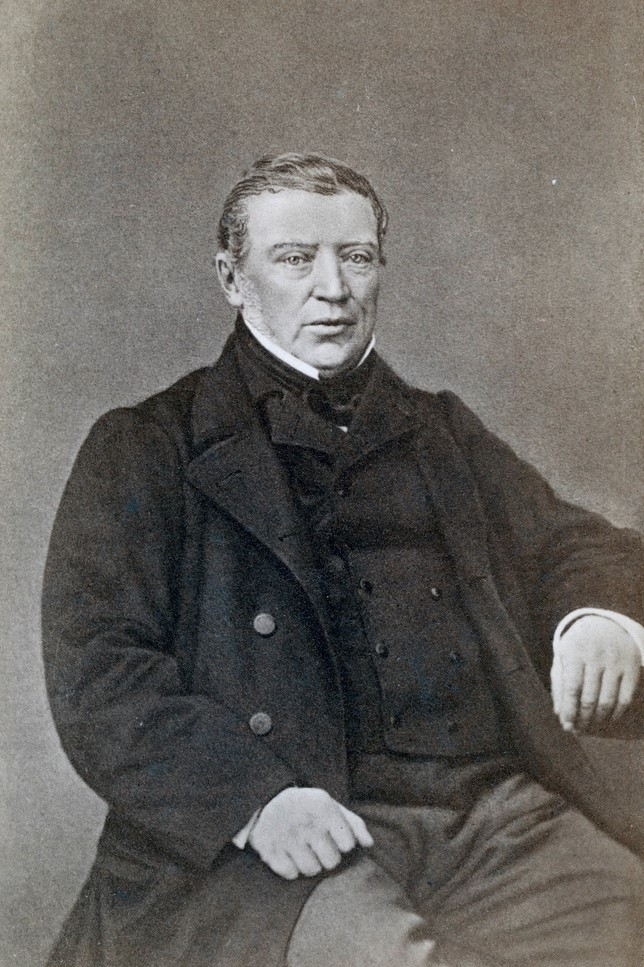
Per Fredrik Heffner

## Populärkultur

### TV
- TV-serier: Träpatronerna (1984 och 1988)